# Juan Ramón Fernández (baloncestista)
Juan Ramón Fernández Robert, (nacido el 30 de agosto de 1954 en Badalona, Cataluña) es un exjugador de baloncesto español. Con 1.95 de estatura, su puesto natural en la cancha era el de alero. Es el padre del también jugador Marc Fernández.

## Trayectoria
- Cantera Joventut de Badalona
- 1974-79 Joventut de Badalona
- 1979-82 FC Barcelona[2]
- 1982-88 Granollers Esportiu Bàsquet.[3]
- 1988-90 Club Baloncesto Gran Canaria

## Palmarés
- Campeón de la Liga Española con el Joventut de Badalona en la temporada 1977-78.
- Campeón de la Liga Española con el FC Barcelona en la temporada 1980-1981.
- Campeón de la Copa del Rey con el Joventut de Badalona en la temporada 1975-76.
- Campeón de la Copa del Rey con el FC Barcelona en las temporadas 1979-80, 1980-81, 1981-82.